# Bat (Lenkwaffe)

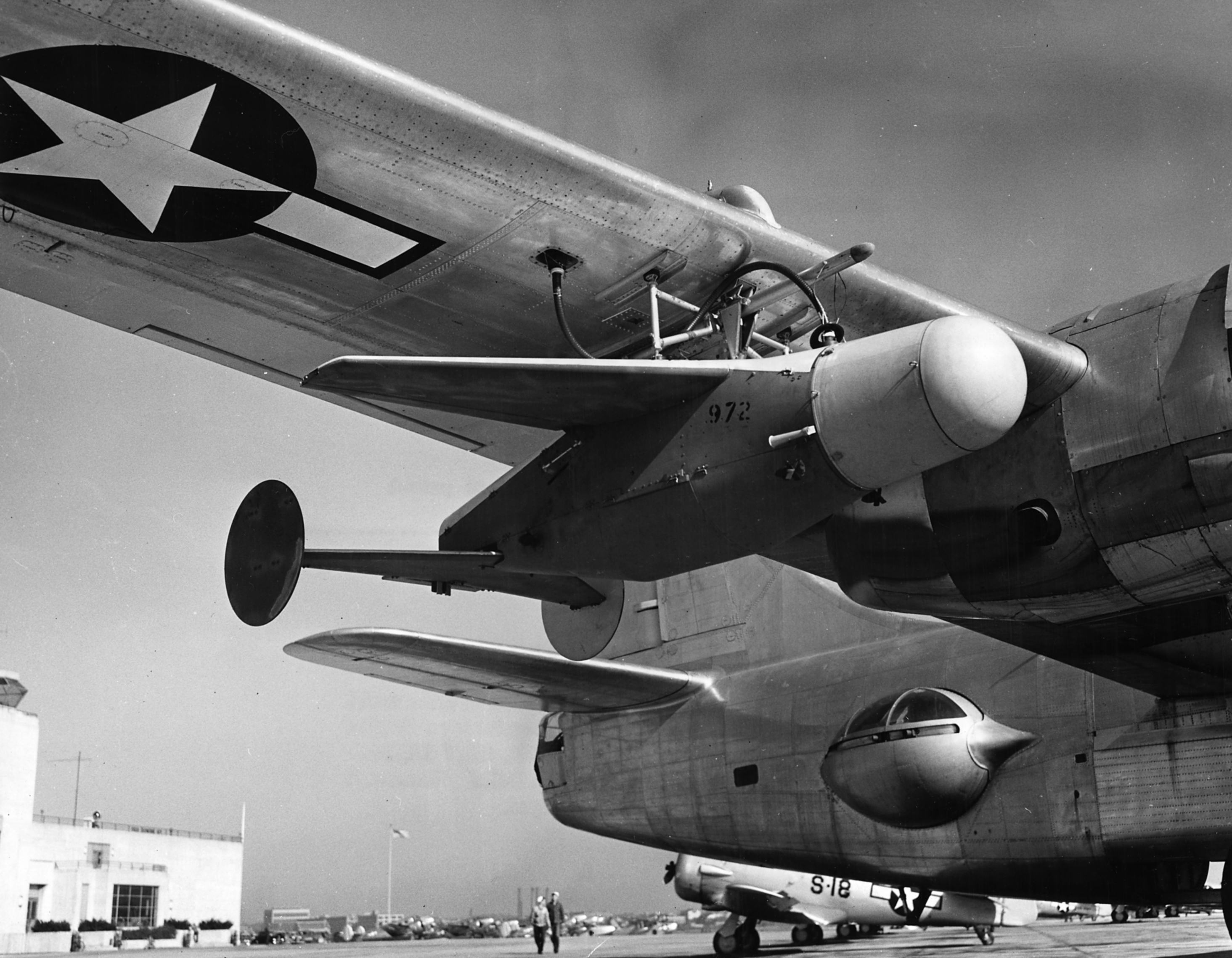
Bat an einer PB4Y Privateer

Die Bat (SWOD MK 9 bzw. ASM-N-2) war eine radargelenkte amerikanische Gleitbombe, die zum Ende des Zweiten Weltkrieges vor allem gegen Schiffe auf dem asiatischen Kriegsschauplatz eingesetzt wurde.

## Waffe

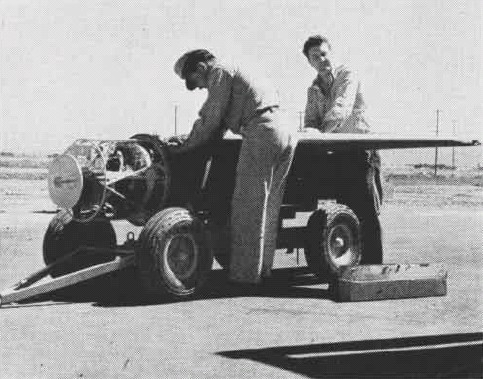
Bat mit geöffneter Bugverkleidung, gut zu erkennen die Radaranlage

Die im Vergleich zu heutigen Systemen relativ einfach aufgebaute Waffe war mit Tragflächen und doppeltem Leitwerk, teils aus Holz, ausgestattet. Sie konnte damit, von einem Bomber abgeworfen, einen Sprengkopf mit einem Gewicht von rund 1.000 Pfund (etwa 450 kg) über eine Entfernung von maximal 20 Meilen tragen. Der Flug fand ohne Antrieb gleitend statt.
Im Unterschied zu deutschen funkgesteuerten Konstruktionen steuerte sich die amerikanische Waffe nach dem Abwurf vollkommen autonom (Fire and Forget) aufgrund der Radardaten des aktiven Radars: Radarsender als auch -Empfänger befanden sich im Flugkörper selbst. Bat war eine Weiterentwicklung aus dem eingestellten Projekt „Pelican“, das noch über einen passiven Radarempfänger verfügt hatte.

## Einsatz
Bat wurde 1945 fertiggestellt und auf dem asiatischen Kriegsschauplatz eingesetzt. Als Lenkwaffenträger dienten modifizierte Bomber vom Typ PB4Y-2 Privateer, in Einzelfällen auch Jagdflugzeuge. Versenkt oder getroffen wurden verschiedene Handels- und Kriegsschiffe, darunter im Mai 1945 ein japanisches Geleitschiff auf eine Entfernung von 32 Kilometern (20 Meilen), was nach vielen Quellen die maximale Entfernung für diese Lenkwaffe darstellt. Einige Bomben wurden mit modifiziertem Radarsuchkopf gegen Brücken in japanisch besetztem Gebiet eingesetzt.
Rund 3.000 Flugkörper wurden produziert, die meisten davon verblieben im Magazin. Die einfache Logik der Radarsucherkonstruktion wurde bereits durch Landnähe oder nahe Schiffe irritiert. Feindliche Störmaßnahmen (wie Düppel oder ECM) hätten den Einsatz weiter erschwert. Nach Versuchen zur Weiterentwicklung der Steuerung 1948 wurde die Waffe nach 1950 ausgemustert.

## Technische Daten
- Spannweite: 3,05 m
- Länge: 3,63 m
- Gewicht: 850 kg (komplett)
- Sprengkopf: 450 kg
- Geschwindigkeit: 480 km/h
- Abwurfentfernung: 8.000 m
- Reichweite: 32.000 m